# Esther Howard
Esther Howard, född 4 april 1892 i Butte, Montana, död 8 mars 1965 i Hollywood, Kalifornien, var en amerikansk skådespelerska. Howard debuterade på Broadway 1917 och skådespelade där fram till och med slutet av 1920-talet. Hon medverkade i över 100 långfilmer åren 1930–1952. Hon anlitades frekvent av regissören Preston Sturges och medverkar i mindre roller i sju av dennes filmer.

## Filmografi, urval
- 1931 – Kvinnofällan
- 1940 – Skojare gör karriär
- 1941 – Med tio cents på fickan
- 1942 – Min favoritblondin
- 1942 – Dårarnas paradis
- 1944 – Mord, min älskling!
- 1944 – Ja, må han leva! (ej krediterad)
- 1944 – Miraklet (ej krediterad)
- 1945 – Farlig omväg
- 1945 – The Great Flamarion
- 1946 – Dick Tracy möter biljardbollen
- 1947 – Born to Kill
- 1948 – Brott på Broadway
- 1948 – Junibruden (ej krediterad)
- 1949 – Champion
- 1949 – Vägen utför
- 1949 – Hellfire
- 1950 – Kvinnor i fängelse (ej krediterad)